# 1443 en santé et médecine
| Années de la santé et de la médecine : 1440 - 1441 - 1442 - 1443 - 1444 - 1445 - 1446    |
| Décennies de la santé et de la médecine : 1410 - 1420 - 1430 - 1440 - 1450 - 1460 - 1470 |

Cet article présente les faits marquants de l'année 1443 en santé et médecine.

## Événements
- 4 août : fondation de l'hôtel-Dieu de Beaune, en Bourgogne, par le chancelier Rolin[1].
- Fondation à Winchester dans le Hampshire en Angleterre, par le cardinal Beaufort, de l'almshouse of Noble Poverty at St. Cross (en) (« maison d'aumône de la Noble Pauvreté de Sainte-Croix[2] »).
- 1442-1443 : fondation de l'hôpital de Vesoul, en Bourgogne, par Jean Sardon, licencié en droit[3],[4].

## Publications
- Thomas de Sazanne, qui deviendra pape sous le nom de Nicolas V, retrouve les huit livres du De medicina de Celse († 50[5]).
- En Chine, l'empereur Ming Yingsong fait copier en bronze le zhenjiu tongren, mannequin d'acupuncture conçu sous les Song[6].
- 1443-1477 : en Corée, commencée sous le règne de Sejong le Grand, rédaction des trois cent soixante-cinq volumes de l'Uibang Yuchwi (« Collection classifiée de prescriptions médicales »), encyclopédie de médecine traditionnelle où sont compilés plus de cent cinquante ouvrages[7],[8].

## Naissance
- 3 novembre : Antonio Benivieni (mort  en 1502), médecin florentin, pionnier de l'autopsie[9].

## Décès
- Avant le 15 février : Albert Ditmari (né à une date inconnue), docteur en médecine et maître ès arts, médecin ordinaire d'Élisabeth de Luxembourg, duchesse de Brabant, au service de son fils Jean, puis de Philippe le Bon[10].
- À Pâques : Abraham, dit Jean de Saint-Nicolas (né à une date inconnue), médecin à la cour de Milan puis auprès d'Amédée de Talaru, archevêque de Lyon ; exécuté pour sorcellerie[11].
- Avant 1443 : Anselme de Parme (né à une date inconnue), musicien, astrologue et médecin[12].